# La Seyne-sur-Mer
La Seyne-sur-Mer (en occitano: La Sanha de Mar) es una ciudad y comuna francesa situada en el departamento de Var. Constituye un suburbio industrial de Tolón.

## Economía
La principal fuente de economía y empleo en la comuna es la construcción naval, los astilleros Société des Forges et Chantiers de la Mediterranée (sucursal de la central en Marsella).

## Demografía
| 3 980 | 4 895 | 4 826 | 5 605 | 7 099 | 6 344 | 6 497 | 7 401 | 8 709 | 11 700 | 11 192 | 10 123 | 10 655 | 12 072 | 13 166 | 14 332 | 16 341 | 21 002 | 19 747 | 22 093 | 23 168 | 24 678 | 26 817 | 27 073 | 26 172 | 26 672 | 33 570 | 43 783 | 51 155 | 57 659 | 59 968 | 60 188 | 58 252 |
| Para los censos de 1962 a 1999 la población legal corresponde a la población sin duplicidades (Fuente: INSEE [Consultar]) |       |       |       |       |       |       |       |       |        |        |        |        |        |        |        |        |        |        |        |        |        |        |        |        |        |        |        |        |        |        |        |        |